# Northfield (Massachusetts)
Pour les articles homonymes, voir Northfield.
Northfield est une localité du comté de Franklin (Massachusetts), aux États-Unis. D'après le recensement des États-Unis de 2010, elle compte 3 032 habitants.

## Histoire
Northfield a été fondée en 1673 et incorporée en 1723.
Le territoire a été défendu avec succès un certain temps par des Amérindiens. Ainsi, plusieurs colons anglais ont été capturés et déplacés au Québec, où ils étaient retenus en otage par la France. Les conflits ont peu à peu cessé à la suite de la guerre du Roi Philip.
Au cours de la guerre anglo-wabanaki, le 13 août 1723, la localité a été attaquée par Gray Lock.